# Russell Westbrook
Russell Westbrook (Long Beach (Californië), 12 november 1988) is een Amerikaans basketballer die als pointguard voor Denver Nuggets speelt. Voorheen kwam hij achtereenvolgens uit voor Oklahoma City Thunder, Houston Rockets ,Washington Wizards, Los Angeles Lakers en de Los Angeles Clippers.

## Carrière

### Een sterk NBA-debuut
Westbrook speelde High school basketbal bij Leuzinger High School, daarna speelde hij twee seizoenen college basketbal bij UCLA Bruins. In 2008 werd hij in de NBA draft in de eerste ronde, als vierde gekozen door de Seattle SuperSonics, die iets later verhuisden naar Oklahoma City en verder gingen als de Oklahoma City Thunder. Op 5 juli 2008 tekende Westbrook een contract in Oklahoma. Westbrook werd in zijn eerste seizoen vaak al uitgespeeld als basisspeler. Op 2 maart 2009 liet Westbrook zijn eerste triple double optekenen tegen de Dallas Mavericks: met 17 punten, 10 rebounds en 10 assists was hij de eerste rookie sinds Chris Paul in 2005 die een triple double kon scoren. In de geschiedenis van de Seattle Supersonics/Oklahoma City Thunder was Westbrook slechts de derde rookie die dit kon realiseren (na Art Harris in 1968/69 en Gary Payton in 1990-91. In zijn rookie-seizoen was hij goed voor 15,3 punten, 5,3 assists en 4,9 rebounds per wedstrijd. Westbrook eindigde vierde in verkiezing tot NBA Rookie of the Year en hij werd ook opgenomen in het NBA All-Rookie Team. In het seizoen 2009/10 speelde Westbrook alle wedstrijden als basisspeler. Oklahoma verdubbelde zijn winstwedstrijden ten opzichte van het vorige seizoen en zo speelde Westbrook met de Thunder zijn eerste NBA Playoffs. In de eerste ronde verloor Oklahoma met 4-2 van de Los Angeles Lakers, de latere kampioen.

### Bestendiging van zijn debuut en Olympisch goud

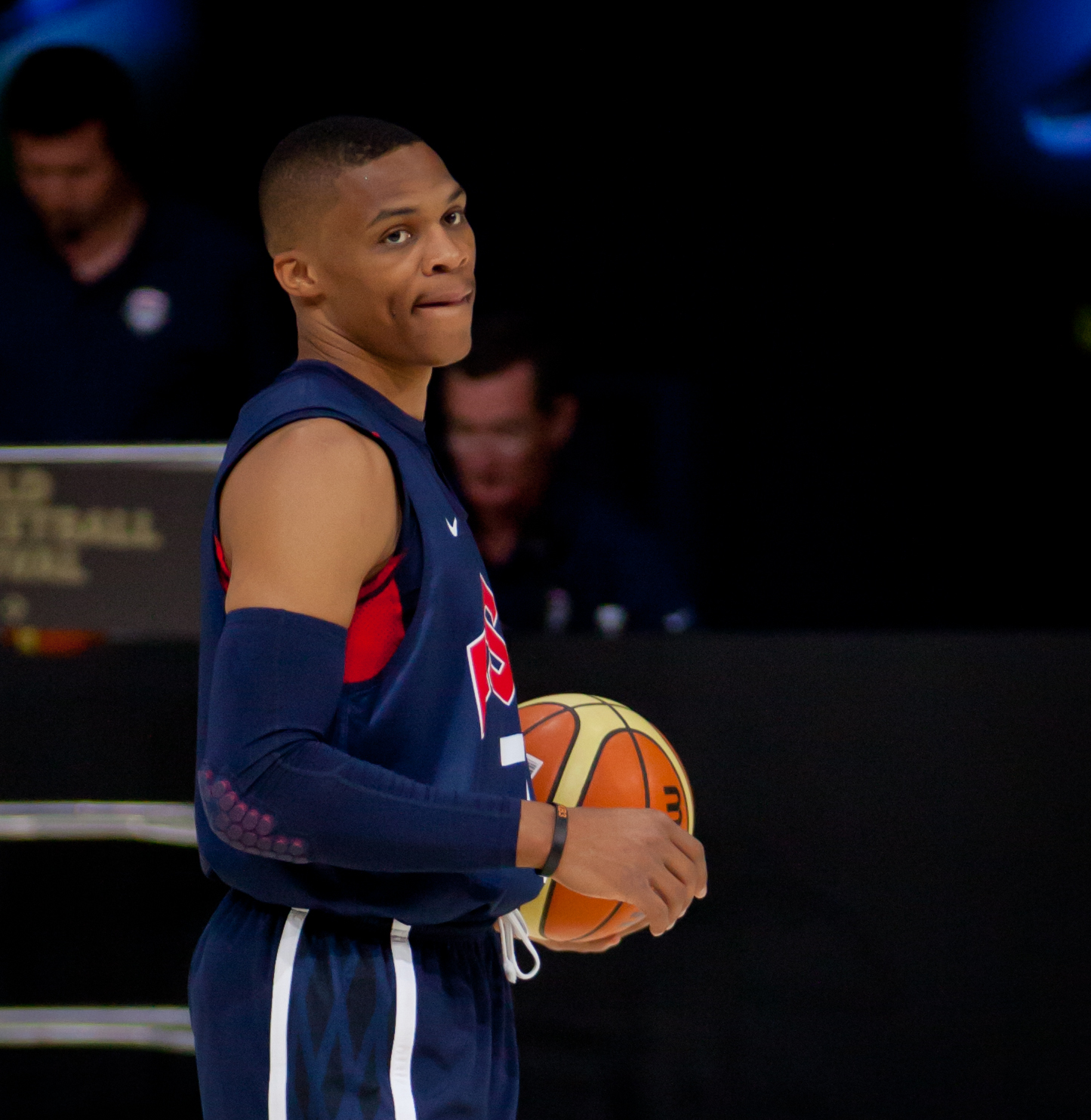
Westbrook voor Team USA in 2012

Ook in het daaropvolgende seizoen 2010/11 ging Westbrook verder met mooie prestaties. Op 3 februari 2011 werd Westbrook voor het eerst geselecteerd voor de NBA All-Star Game. Ook zijn ploegmaat Kevin Durant werd hiervoor geselecteerd waarmee voor het eerst sinds 1998 (met Gary Payton en Vin Baker) er nog eens twee spelers van de Oklahoma City Thunder (en voorheen de Seattle Supersonics) mochten aantreden in een All-Star Game. Onder andere dankzij een wedstrijdgemiddelde van 21,9 punten, 8,2 assists, 4,6 rebounds en 1,9 steals werd hij opgenomen in het All-NBA Second Team. Oklahoma bereikte dit seizoen in de playoffs de finale van de Western Conference waarin met 4-1 werd verloren van de Dallas Mavericks. Ook in het seizoen 2011/12 werd Westbrook geselecteerd voor het NBA All-Star Game en opgenomen in het All-NBA Second Team. In de finale van de Western Conference werd er met 4-2 gewonnen van de San Antonio Spurs. In de NBA-finale verloren ze met 4-1 van de Miami Heat en hun sterkhouders LeBron James en Dwyane Wade. In 2012 maakte Westbrook deel uit van de Amerikaanse selectie voor de Olympische Zomerspelen in Londen. Samen met onder andere LeBron James, Kobe Bryant, Carmelo Anthony en Anthony Davis behaalde Westbrook Olympisch goud door in de finale Spanje te verslaan.

### 2013-2016: blessures, comeback en twee keerNBA All-Star Game MVP
Ook in 2013 werd Westbrook geselecteerd voor de NBA All-Star Game. Tijdens de tweede wedstrijd van playoffs van het seizoen 2012/13 tegen de Houston Rockets liep Westbrook een blessure op aan zijn rechterknie na een botsing tegen Patrick Beverley. Als gevolg van deze blessure moest Westbrook een operatie aan zijn meniscus ondergaan. Westbrook miste zo de rest van de playoffs, meteen ook de eerste wedstrijden in vijf seizoenen die Westbrook aan zich moest laten voorbij gaan. In het tussenseizoen moest Westbrook een tweede operatie aan de knie ondergaan, zodat hij ook de eerste twee wedstrijden van het 2013/14 moest missen. In december 2013 werd echter bekendgemaakt dat Westbrook opnieuw onder het mes moest. Pas op 20 februari 2014 kon Westbrook terug spelen en de rest van het seizoen speelde Westbrook slechts een beperkt aantal minuten per wedstrijd. De Thunder kwalificeerden zich desondanks voor de finale van de Western Conference. In deze finale verloren ze echter van de San Antonio Spurs. Westbrook liet in de playoffs wel een gemiddelde van 26,7 punten, 8,1 assists en 7,3 rebounds optekenen. 
Tijdens de tweede wedstrijd van het seizoen 2014/15 liep Westbrook een handblessure op, waardoor hij opnieuw 14 wedstrijden moest missen. Ook Kevin Durant was afwezig met blessure, zodat Oklahoma het seizoen openden met een 4-12 winst/verlies-verhouding. Tijdens zijn eerste wedstrijd na deze blessure leidde Westbrook Oklahoma naar een ruime winst tegen de New York Knicks. Nadat ook Durant terug fit was, liet Oklahoma een winstreeks van 7 wedstrijden optekenen. Na een jaar afwezigheid (als gevolg van blessures) mocht Westbrook in 2015 opnieuw zijn opwachting maken in de NBA All-Star Game van 2015. Westbrook was in deze wedstrijd goed voor 41 punten waardoor hij werd gekozen tot NBA All-Star Game MVP. Oklahoma beëindigde het seizoen op de 9e plaats in de Western Conference en miste zo de playoffs. Westbrook sloot het seizoen af met een gemiddelde van 28,1 punten en was hiermee de topscorer van het seizoen 2014/15.
In 2016 werd Westbrook voor het eerst als starter geselecteerd voor de NBA All-Star Game. Dankzij 31 punten, 8 rebounds, 5 assists en 5 steals werd Westbrook opnieuw verkozen tot NBA All-Star Game MVP. In de geschiedenis van de NBA All-Star Game kon enkel Bob Cousy (in 1958 en 1959) twee keer na elkaar de MVP-trofee op zijn naam schrijven. In de playoffs van het seizoen 2015/16 won Oklahoma achtereenvolgens van de Dallas Mavericks en de San Antonio Spurs om ze de finale van de Western Conference te bereiken waar ze tegen de Golden State Warriors mochten aantreden. Ondanks een 3-1 voorsprong verloren Westbrook en Oklahoma met 4-3 van Stephen Curry en de zijnen.

### 2017: topscorer, 42 triple doubles en MVP
Aan de vooravond van het seizoen 2016/17 tekende zijn ploegmaat Kevin Durant een contract bij de Golden State Warriors zodat Oklahoma er alles aan deed om Westbrook zijn aflopend contract te verlengen. Op 4 augustus 2016 tekende Westbrook dan ook een verlengd contract bij de Oklahoma City Thunder. Op 9 april 2017, tijdens een wedstrijd tegen de Denver Nuggets, een nieuwe triple double optekenen. Westbrook verbeterde met 42 triple doubles in éénzelfde seizoen zo het vorige record van Oscar Robertson (1961/62). Westbrook sloot het seizoen af met een gemiddelde van 31,6 punten, 10,7 rebounds en 10,4 assists. Hiermee was hij, na Oscar Robertson, slechts de tweede speler in geschiedenis van de NBA, die als seizoensgemiddelde een triple double liet optekenen. Met 31,6 punten per wedstrijd werd hij tevens voor de tweede keer topschutter in de NBA. Omwille van deze prestaties werd Westbrook verkozen tot MVP van het seizoen 2016/17. In de eerste ronde van de playoffs verloor Oklahoma City Thunder van de Houston Rockets.

### 2018-2019: zijn 2 laatste seizoenen in Oklahoma
Op 29 september 2017 tekende Westbrook een vernieuwd 5-jarig contract bij de Oklahoma City Thunder. Westbrook ging individueel door op hetzelfde pad met diverse triple doubles als gevolg. Op 13 maart 2018 liet Westbrook zijn 100e triple double optekenen. Hij sloot het seizoen af met een gemiddelde van 10,3 assists per wedstrijd, waarmee hij assist-koning was in het NBA-seizoen 2017/18. Verder was Westbrook goed voor een gemiddelde van 25,4 punten en 10,1 rebounds zodat hij opnieuw het seizoen kon afsluiten met een triple double-gemiddelde. In de playoffs verloor Oklakoma opnieuw in de eerste ronde, dit keer tegen de Utah Jazz.
Als gevolg van een ontsteking in zijn rechterknie miste Westbrook de voorbereiding en de eerste twee wedstrijden van het seizoen 2018/19. Kort nadien sukkelde Westbrook opnieuw met een blessure, dit keer aan de linkerenkel. Op 19 november 2018 keerde Westbrook terug als basisspeler. In januari 2019 werd Westbrook voor de 8e keer gekozen voor de NBA All-Star Game. Op 14 februari 2019 was Westbrook goed voor 44 punten, 14 rebounds en 11 assists tijdens een verlieswedstrijd tegen de New Orleans Pelicans. Met deze statistieken was hij goed voor 11 opeenvolgende triple doubles, een record in de NBA-geschiedenis. Daarnaast werd Westbrook met deze score ook de beste schutter aller tijden in de geschiedenis van de Oklahoma City Thunder/Seattle Supersonics. Het vorige record stond op naam van Gary Payton met 18.207 punten. Op 2 april 2019 scoorde Westbrook tijdens een overwinning tegen de Los Angeles Lakers 20 punten, 20 rebounds en 21 assists. Hiermee was hij slechts de 2e speler in de NBA-geschiedenis met meer dan 20 punten, assists en rebounds in éénzelfde wedstrijd. Enkel Wilt Chamberlain (in 1968) deed hem dit eerder voor. Westbrook was opnieuw de assist-koning van het seizoen. Voor de derde keer op rij werd Westbrook in de eerste ronde van de playoffs uitgeschakeld waar de Portland Trail Blazers met 4-1 te sterk waren.
In 2021 overtrof hij ook diens NBA-totaal van 181. Een van zijn bijnamen is Mr. Triple Double.

### 2019-2020: Houston Rockets

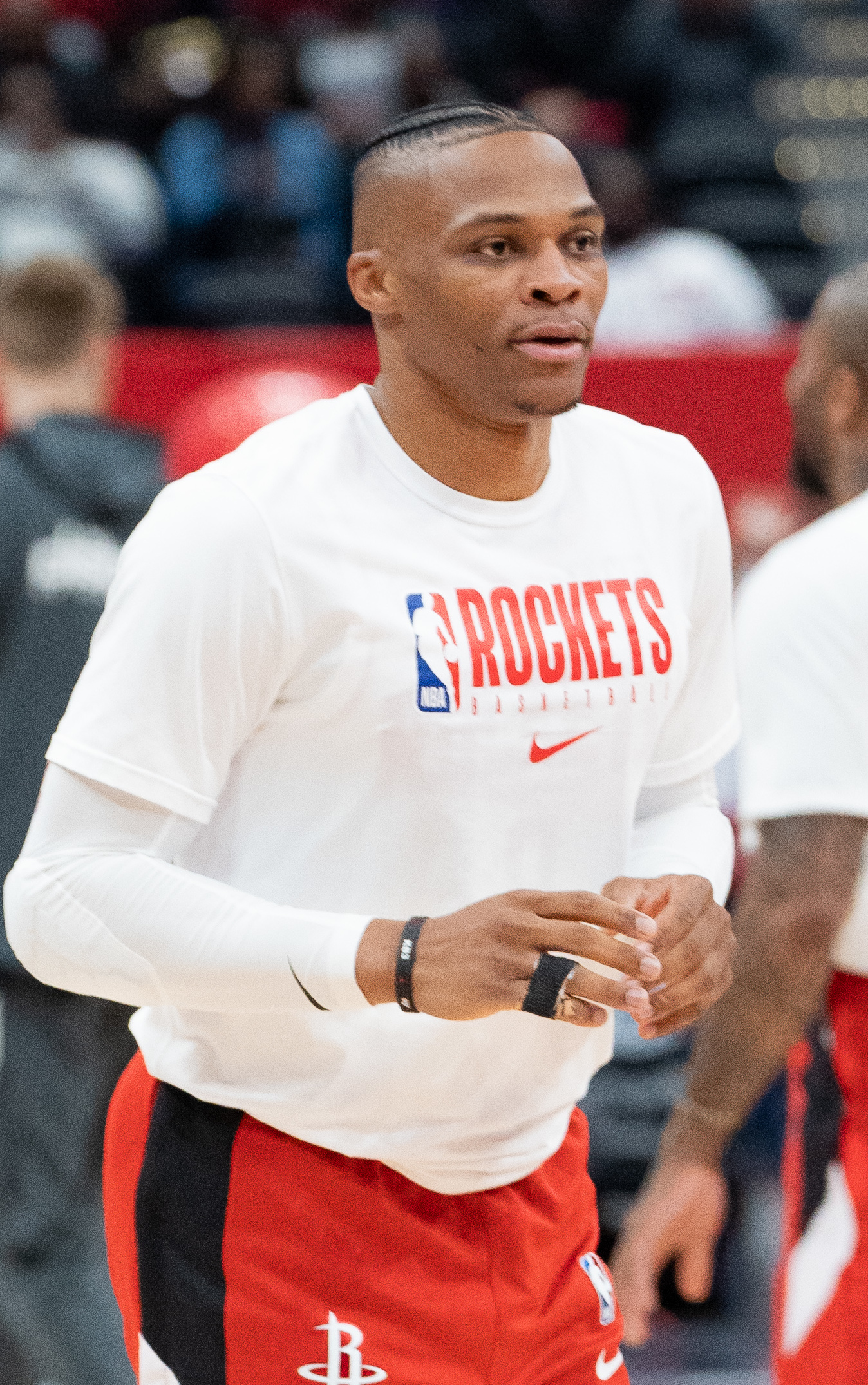
Westbrook bij de Houston Rockets

Op 16 juli 2019 werd Westbrook geruild naar de Houston Rockets. In ruil maakte Chris Paul de overstap naar de Oklahoma City Thunder en verkreeg Oklahoma ook nog toekomstige draft-picks.. Westbrook werd zo herenigd met James Harden. In zijn debuutwedstrijd in Houston was Westbrook meteen goed voor 24 punten, 16 rebounds en 7 assists. Amper enkele dagen later was Westbrook tegen de New Orleans Pelicans goed voor triple double, waarmee hij beter deed dan Magic Johnson en zo opschoof naar de tweede plaats in de lijst van spelers met de meeste triple doubles. Op 20 januari 2020 scoorde hij een triple double tegen zijn Oklahoma City Thunder, zijn voormalige ploeg. Hiermee werd hij, naast LeBron James de tweede speler in de NBA-geschiedenis die een triple double kon scoren tegen alle 30 verschillende NBA-ploegen. In maart werd de competitie stilgelegd als gevolg van de coronacrisis. Als gevolg van een blessure miste Westbrook bij de herstart de laatste wedstrijden van het seizoen en de eerste 4 wedstrijden van de playoffs. Na zijn terugkeer kon hij zich met Houston toch plaatsen voor de halve finales van de Western Conference, waarin ze werden uitgeschakeld door de Los Angeles Lakers.

### 2020-2021: Washington Wizards
Op 2 december 2020 werd Westbrook tegenover John Wall en een draftkeuze van 2023 geruild naar de Washington Wizards. Tijdens het seizoen 2020/21 werd Westbrook voor het eerst sinds 2014 niet geselecteerd voor de NBA All-Star Game. Op 10 mei 2021 scoorde was Westbrook goed voor 28 punten, 13 rebounds en 21 assists tijdens een wedstrijd tegen de Atlanta Hawks, goed voor zijn 182e triple double in zijn loopbaan en een nieuw record in NBA. Westbrook sloot het seizoen af met een gemiddelde van 11,7 assists per wedstrijd, waarmee hij de assistkoning werd van het seizoen 2020/21. Met daarnaast nog een gemiddelde van 22,2 punten en 11,5 rebounds per wedstrijd beëindigde Westbrook voor een vierde keer een seizoen met een triple double-gemiddelde. Met Westbrook kwalificeerden de Wizards na enkele seizoenen terug voor de NBA-playoffs. In de eerste ronde van deze playoffs verloren de Washington Wizards in de eerste ronde van de Philadelphia 76ers.

### 2021-2023: Los Angeles Lakers

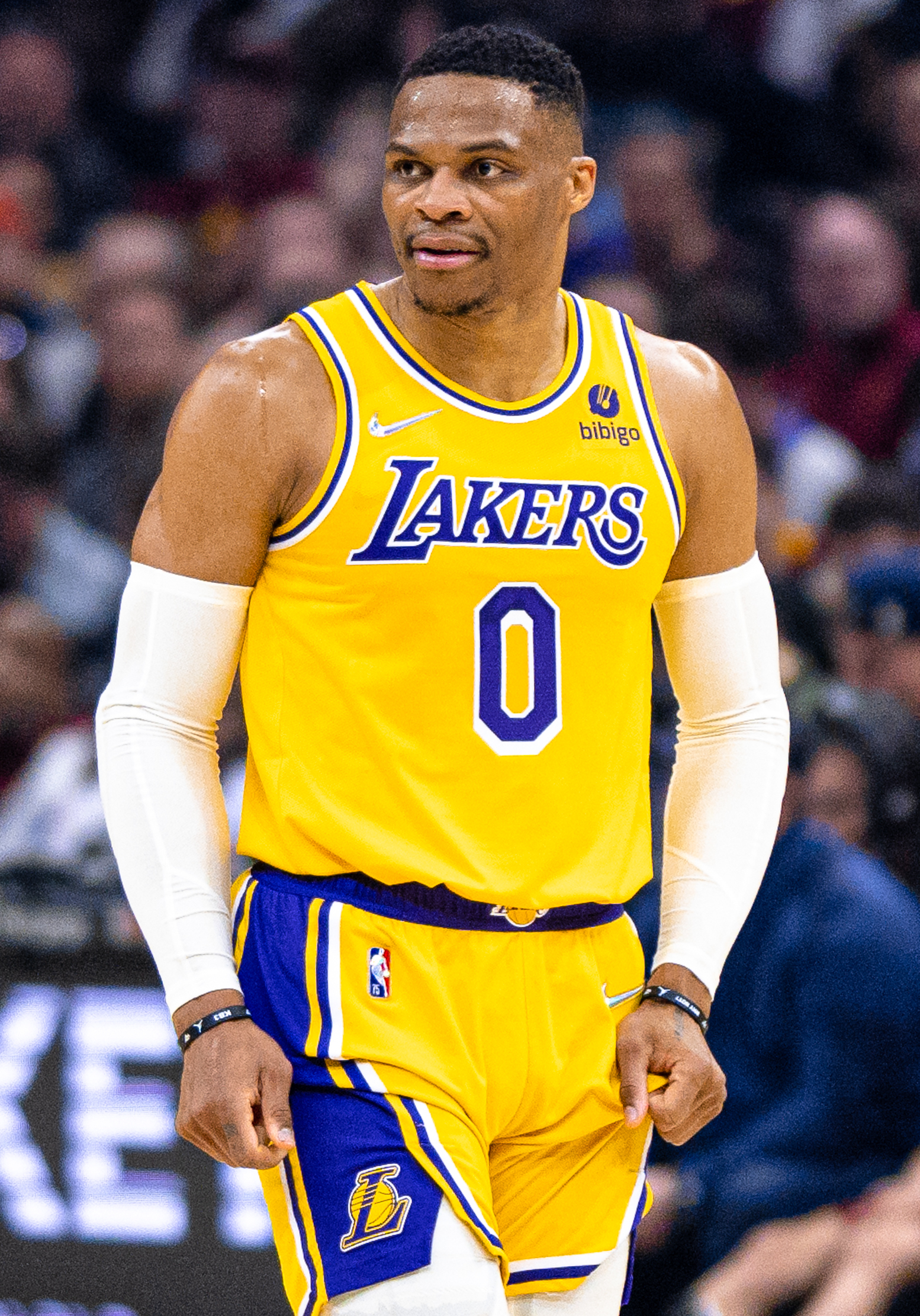
Westbrook in 2021 bij de Los Angeles Lakers

In 2021 werd Westbrook opgenomen in het NBA 75th Anniversary Team. Op 6 augustus 2021 werd Westbrook geruild naar de Los Angeles Lakers, terwijl Kentavious Caldwell-Pope, Kyle Kuzma en Montrezl Harrell de omgekeerde beweging maakten. Verder werden in deze ruil nog de Brooklyn Nets, Indiana Pacers en San Antonio Spurs mee in deze transactie betrokken. Westbrook maakte op 19 oktober 2021 zijn debuut bij de Lakers. Westbrook kende een periode van mindere persoonlijke statistieken terwijl ook de Lakers als ploeg een slechter seizoen afwerkten. De Lakers slaagden er dan ook niet in om de playoffs te bereiken. Ook Westbrook kreeg hiervoor veel persoonlijke kritiek te verwerken. De hoofcoach Frank Vogel werd ontslagen en opgevolgd door Darvin Ham. Westbrook besloot alsnog een jaar verder te spelen voor de Lakers.
Tijdens het seizoen 2022/23 werd Westbrook, door de komst van Patrick Beverley en Dennis Schröder, uitgespeeld vanop de bank. Op 15 januari 2023 begon Westbrook tegen de Philadelphia 76ers op de bank, maar liet hij 20 punten, 14 rebounds en 11 assists optekenen. Westbrook realiseerde zo voor de 4e keer een triple double vanop de bank, een record in de NBA.

### 2023-2024: Ruil naar Utah Jazz, vervolgens naar de Los Angeles Clippers en opnieuw een ruil naar Utah
Op 9 februari 2023 werd Westbrook betrokken in een transactie tussen de Lakers, Utah Jazz en Minnesota Timberwolves waarbij Westbrook werd geruild naar Utah Jazz. Amper 11 dagen later liet Utah hem al opnieuw vertrekken, waarna Westbrook op 22 februari 2023 een contract tekende bij de Los Angeles Clippers waar hij werd herenigd met zijn voormalige ploegmaat in Oklahoma Paul George. Met de Clippers kon Westbrook zich kwalificeren voor de playoffs waar in de eerste ronde werd verloren van de Phoenix Suns. Russell tekende op 6 juli 2023 een contract voor 2 seizoenen bij de Clippers. Tijdens het seizoen 2023/24 werd Westbrook voornamelijk uitgespeeld als bankzitter. Op 1 januari 2024 scoorde hij slechts 8 punten tegen de Miami Heat maar met deze score plaatste Westbrook zich wel in de top 25 van NBA-topscorers aller tijden. Amper een maand later, op 2 februari 2024 scoorde Westbrook 23 punten, waarmee hij de 25e speler werd in de NBA-geschiedenis met meer dan 25.000 punten. In de playoffs verloor Westbrook met de Clippers in de eerste ronde van de Dallas Mavericks. Op 18 juli 2024 werd Westbrook opnieuw betrokken in een ruil naar Utah Jazz, maar amper twee dagen later werd hij opnieuw door Utah bedankt voor niet-bewezen diensten.

### 2024: Denver Nuggets
Op 26 juli 2024 tekende Westbrook een contract bij de Denver Nuggets.

## Erelijst
- NBA Most Valuable Player: 2017
- NBA All-Star: 2011, 2012, 2013, 2015, 2016, 2017, 2018, 2019, 2020
- NBA All-Star Game MVP: 2015, 2016
- All-NBA First Team: 2016, 2017
- All-NBA Second Team: 2011, 2012, 2013, 2015, 2018
- All-NBA Third Team: 2019, 2020
- NBA All-Rookie First Team: 2009
- NBA 75th Anniversary Team
- Olympische Spelen 2012
- Wereldkampioenschap 2010

## NBA-statistieken
| Legenda | Legenda                | Legenda | Legenda                 | Legenda | Legenda               |
| ------- | ---------------------- | ------- | ----------------------- | ------- | --------------------- |
| WG      | Wedstrijden gespeeld   | WS      | Wedstrijden als starter | MPW     | Minuten per wedstrijd |
| FG%     | Fieldgoal-percentage   | 3P%     | Drie-punterpercentage   | VW%     | Vrije-worppercentage  |
| RPW     | Rebounds per wedstrijd | APW     | Assists per wedstrijd   | SPW     | Steals per wedstrijd  |
| BPW     | Blocks per wedstrijd   | PPW     | Punten per wedstrijd    | Vet     | Hoogste in carrière   |

### Regulier NBA seizoen
| Seizoen  | Team                  | WG    | WS    | MPW  | FG%  | 3P%  | FW%  | RPW  | APW  | SPW | BPW | PPW  |
| -------- | --------------------- | ----- | ----- | ---- | ---- | ---- | ---- | ---- | ---- | --- | --- | ---- |
| 2008/09  | Oklahoma City Thunder | 82    | 65    | 32,5 | 39,8 | 27,1 | 81,5 | 4,9  | 5,3  | 1,3 | 0,2 | 15,3 |
| 2009/10  | Oklahoma City Thunder | 82    | 82    | 34,3 | 41,8 | 22,1 | 78,0 | 4,9  | 8,0  | 1,3 | 0,4 | 16,1 |
| 2010/11  | Oklahoma City Thunder | 82    | 82    | 34,7 | 44,2 | 33,0 | 84,2 | 4,6  | 8,2  | 1,9 | 0,4 | 21,9 |
| 2011/12  | Oklahoma City Thunder | 66    | 66    | 35,3 | 45,7 | 31,6 | 82,3 | 4,6  | 5,5  | 1,7 | 0,3 | 23,6 |
| 2012/13  | Oklahoma City Thunder | 82    | 82    | 34,9 | 43,8 | 32,3 | 80,0 | 5,2  | 7,4  | 1,8 | 0,3 | 23,2 |
| 2013/14  | Oklahoma City Thunder | 46    | 46    | 30,7 | 43,7 | 31,8 | 82,6 | 5,7  | 6,9  | 1,9 | 0,2 | 21,8 |
| 2014/15  | Oklahoma City Thunder | 67    | 67    | 34,4 | 42,6 | 29,9 | 83,5 | 7,3  | 8,6  | 2,1 | 0,2 | 28,1 |
| 2015/16  | Oklahoma City Thunder | 80    | 80    | 34,4 | 45,4 | 29,6 | 81,2 | 7,8  | 10,4 | 2,0 | 0,3 | 23,5 |
| 2016/17  | Oklahoma City Thunder | 81    | 81    | 34,6 | 42,5 | 34,3 | 84,5 | 10,7 | 10,4 | 1,6 | 0,4 | 31,6 |
| 2017/18  | Oklahoma City Thunder | 80    | 80    | 36,4 | 44,9 | 29,8 | 73,7 | 10,1 | 10,3 | 1,8 | 0,3 | 25,4 |
| 2018/19  | Oklahoma City Thunder | 73    | 73    | 36,0 | 42,8 | 29,0 | 65,6 | 11,1 | 10,7 | 1,9 | 0,5 | 22,9 |
| 2019/20  | Houston Rockets       | 57    | 57    | 35,9 | 47,2 | 25,8 | 76,3 | 7,9  | 7,0  | 1,6 | 0,4 | 27,2 |
| 2020/21  | Washington Wizards    | 65    | 65    | 36,4 | 43,9 | 31,5 | 65,6 | 11,5 | 11,7 | 1,4 | 0,4 | 22,2 |
| 2021/22  | Los Angeles Lakers    | 78    | 78    | 34,3 | 44,4 | 29;8 | 66,7 | 7,4  | 7,1  | 1,0 | 0,3 | 18,5 |
| 2022/23  | Los Angeles Lakers    | 52    | 3     | 28,7 | 41,7 | 29,6 | 65,5 | 6,2  | 7,5  | 1,0 | 0,4 | 15,9 |
| 2022/23  | Los Angeles Clippers  | 21    | 21    | 30,2 | 48,9 | 35,6 | 65,8 | 4,9  | 7,6  | 1,1 | 0,5 | 15,8 |
| 2023/24  | Los Angeles Clippers  | 68    | 11    | 22,5 | 45,4 | 27,3 | 68,8 | 5,0  | 4,5  | 1,1 | 0,3 | 11,1 |
| 2024/25  | Denver Nuggets        | 75    | 36    | 27,9 | 44,9 | 32,3 | 66,1 | 4,9  | 6,1  | 1,4 | 0,5 | 13,3 |
| Carrière | Carrière              | 1.237 | 1.075 | 33,3 | 43,9 | 30,5 | 77,2 | 7,0  | 8,0  | 1,6 | 0,3 | 21,2 |
| All-star | All-star              | 9     | 2     | 22,5 | 50,6 | 33,8 | 58,8 | 5,2  | 3,8  | 1,4 | 0   | 21,6 |

### Play-in
| Seizoen  | Team               | WG | WS | MPW  | FG%  | 3P% | FW%  | RPW  | APW  | SPW | BPW | PPW  |
| -------- | ------------------ | -- | -- | ---- | ---- | --- | ---- | ---- | ---- | --- | --- | ---- |
| 2020/21  | Washington Wizards | 2  | 2  | 35,0 | 38,7 | 0,0 | 82,4 | 11,0 | 10,0 | 2,0 | 1,0 | 19;0 |
| Carrière | Carrière           | 2  | 2  | 35,0 | 38,7 | 0,0 | 82,4 | 11,0 | 10,0 | 2,0 | 1,0 | 19;0 |

### Play-offs
| Seizoen  | Team                  | WG  | WS  | MPW  | FG%  | 3P%  | FW%  | RPW  | APW  | SPW | BPW | PPW  |
| -------- | --------------------- | --- | --- | ---- | ---- | ---- | ---- | ---- | ---- | --- | --- | ---- |
| 2009/10  | Oklahoma City Thunder | 6   | 6   | 35,3 | 47,3 | 41,7 | 84,2 | 6,0  | 6,0  | 1,7 | 0,2 | 20,5 |
| 2010/11  | Oklahoma City Thunder | 17  | 17  | 37,5 | 39,4 | 29,2 | 85,2 | 5,4  | 6,4  | 1,4 | 0,4 | 23,8 |
| 2011/12  | Oklahoma City Thunder | 20  | 20  | 38,4 | 43,5 | 27,7 | 80,2 | 5,5  | 5,8  | 1,6 | 0,4 | 23,1 |
| 2012/13  | Oklahoma City Thunder | 2   | 2   | 34,0 | 41,5 | 22,2 | 85,7 | 6,5  | 7,0  | 3,0 | 0,0 | 24,0 |
| 2013/14  | Oklahoma City Thunder | 19  | 19  | 38,7 | 42,0 | 28,0 | 88,4 | 7,3  | 8,1  | 2,2 | 0,3 | 26,7 |
| 2015/16  | Oklahoma City Thunder | 18  | 18  | 37,4 | 40,5 | 32,4 | 82,9 | 6,9  | 11,0 | 2,6 | 0,1 | 26,0 |
| 2016/17  | Oklahoma City Thunder | 5   | 5   | 38,9 | 38,8 | 26,5 | 80,0 | 11,6 | 10,8 | 2,4 | 0,4 | 37,4 |
| 2017/18  | Oklahoma City Thunder | 6   | 6   | 39,2 | 39,8 | 35,7 | 82,5 | 12,0 | 7,5  | 1,5 | 0   | 29,3 |
| 2018/19  | Oklahoma City Thunder | 5   | 5   | 39,4 | 36,0 | 32,4 | 88,5 | 8,8  | 10,6 | 1,0 | 0,6 | 22,8 |
| 2019/20  | Houston Rockets       | 8   | 8   | 32,7 | 42,1 | 24,2 | 53,2 | 7,0  | 4,6  | 1,5 | 0,3 | 17,9 |
| 2020/21  | Washington Wizards    | 5   | 5   | 37,2 | 33,3 | 25,0 | 79,1 | 10,4 | 11,8 | 0,4 | 0,2 | 19,0 |
| 2022/23  | Los Angeles Clippers  | 5   | 5   | 38,5 | 41,0 | 35,7 | 88,0 | 7,6  | 7,4  | 1,2 | 1,4 | 23,6 |
| 2023/24  | Los Angeles Clippers  | 6   | 0   | 19,0 | 26,0 | 23,5 | 61,5 | 4,2  | 1,7  | 1,2 | 0,5 | 6,3  |
| 2024/25  | Denver Nuggets        | 13  | 0   | 24,1 | 39,1 | 31,7 | 70,0 | 3,7  | 2,6  | 0,9 | 0,1 | 11,7 |
| Carrière | Carrière              | 135 | 116 | 35,5 | 40,5 | 29,9 | 82,0 | 6,7  | 7,1  | 1,7 | 0,3 | 22,5 |